# Рутель
Руте́ль (фр. Routelle) — колишній муніципалітет у Франції, у регіоні Бургундія-Франш-Конте, департамент Ду. Населення — 482 осіб (2011).
Муніципалітет був розташований на відстані близько 330 км на південний схід від Парижа, 16 км на південний захід від Безансона.

## Історія
У 1956-2015 роках муніципалітет перебував у складі регіону Франш-Конте. Від 1 січня 2016 року належав до нового об'єднаного регіону Бургундія-Франш-Конте.
1 січня 2016 року Рутель і Оссель було об'єднано в новий муніципалітет Оссель-Рутель.

## Демографія
Динаміка населення (INSEE ):
Розподіл населення за віком та статтю (2006):
| Стать | Всього | До 15 років | 15-24 | 25-44 | 45-64 | 65-85 | Понад 85 |
| --- | ------ | ----------- | ----- | ----- | ----- | ----- | -------- |
| Чоловіки | 251    | 50          | 38    | 67    | 71    | 21    | 4        |
| Жінки | 227    | 55          | 21    | 63    | 63    | 25    | 0        |
| \| Статево-вікова піраміда \| Статево-вікова піраміда \| Статево-вікова піраміда \| \| ----------------------- \| ----------------------- \| ----------------------- \| \| Чоловіки \| Вік \| Жінки \| \| 4 \| 85 + \| 0 \| \| 0 \| 80-84 \| 4 \| \| 4 \| 75-79 \| 0 \| \| 4 \| 70-74 \| 13 \| \| 13 \| 65-69 \| 8 \| \| 17 \| 60-64 \| 8 \| \| 4 \| 55-59 \| 17 \| \| 21 \| 50-54 \| 13 \| \| 29 \| 45-49 \| 25 \| \| 17 \| 40-44 \| 17 \| \| 29 \| 35-39 \| 25 \| \| 4 \| 30-34 \| 13 \| \| 17 \| 25-29 \| 8 \| \| 13 \| 20-24 \| 8 \| \| 25 \| 15-20 \| 13 \| \| 25 \| 10-14 \| 25 \| \| 8 \| 5-9 \| 13 \| \| 17 \| 0-4 \| 17 \| |        |             |       |       |       |       |          |
| Статево-вікова піраміда |        |             |       |       |       |       |          |
| Чоловіки | Вік    | Жінки       |       |       |       |       |          |
| 4 | 85 +   | 0           |       |       |       |       |          |
| 0 | 80-84  | 4           |       |       |       |       |          |
| 4 | 75-79  | 0           |       |       |       |       |          |
| 4 | 70-74  | 13          |       |       |       |       |          |
| 13 | 65-69  | 8           |       |       |       |       |          |
| 17 | 60-64  | 8           |       |       |       |       |          |
| 4 | 55-59  | 17          |       |       |       |       |          |
| 21 | 50-54  | 13          |       |       |       |       |          |
| 29 | 45-49  | 25          |       |       |       |       |          |
| 17 | 40-44  | 17          |       |       |       |       |          |
| 29 | 35-39  | 25          |       |       |       |       |          |
| 4 | 30-34  | 13          |       |       |       |       |          |
| 17 | 25-29  | 8           |       |       |       |       |          |
| 13 | 20-24  | 8           |       |       |       |       |          |
| 25 | 15-20  | 13          |       |       |       |       |          |
| 25 | 10-14  | 25          |       |       |       |       |          |
| 8 | 5-9    | 13          |       |       |       |       |          |
| 17 | 0-4    | 17          |       |       |       |       |          |

## Економіка
2010 року серед 312 осіб працездатного віку (15—64 років) 229 були активними, 83 — неактивними (показник активності 73,4%, у 1999 році було 70,9%). З 229 активних мешканців працювало 218 осіб (111 чоловіків та 107 жінок), безробітними було 11 (6 чоловіків та 5 жінок). Серед 83 неактивних 39 осіб було учнями чи студентами, 30 — пенсіонерами, 14 були неактивними з інших причин.

У 2010 році в муніципалітеті числилось 194 оподатковані домогосподарства, у яких проживали 504,0 особи, медіана доходів виносила 19 224 євро на одного особоспоживача